# Flesch János
Flesch János (Budapest, 1933. szeptember 30. – Whitstable, 1983. december 9.) magyar sakknagymester, sakkíró és sakkedző.

## Életpályája
1955–1970 között a Budapesti Vörös Meteor sakkozója volt. 1956–1966 között tízszeres magyar csapatbajnok volt. 1960. október 16-án a vakszimultánban 52 táblát vezetett, így világrekordot ért el. 1963-ban Nemzetközi Mester (IM) címet, 1980-ban pedig tiszteletbeli nagymester (GM) címet kapott. Számos sakk-könyv írója volt. 1964-ben a Tel Aviv-i sakkolimpia résztvevője volt, ahol negyedik helyezett lett. 1965-ben a hamburgi Európa-bajnokságon is részt vett, ahol harmadik helyen végzett. 1967-től sakkedzőként dolgozott. 1967–1970 között az FTC Sakk Klubjának edzője volt. 1971–1983 között a Pécsi Munkás Sport Klub (PMSC) sakkozója és edzője volt. 1976-ban második lett a Dortmundi Sparkassen-sakkversenyen Oleg Romanishin mögött.
Autóbalesetben hunyt el feleségével, Tenyei Ildikóval 1983-ban Whitestable-ban.
Sírja Budapesten, az Új köztemetőben található (49/VIII-1-59).

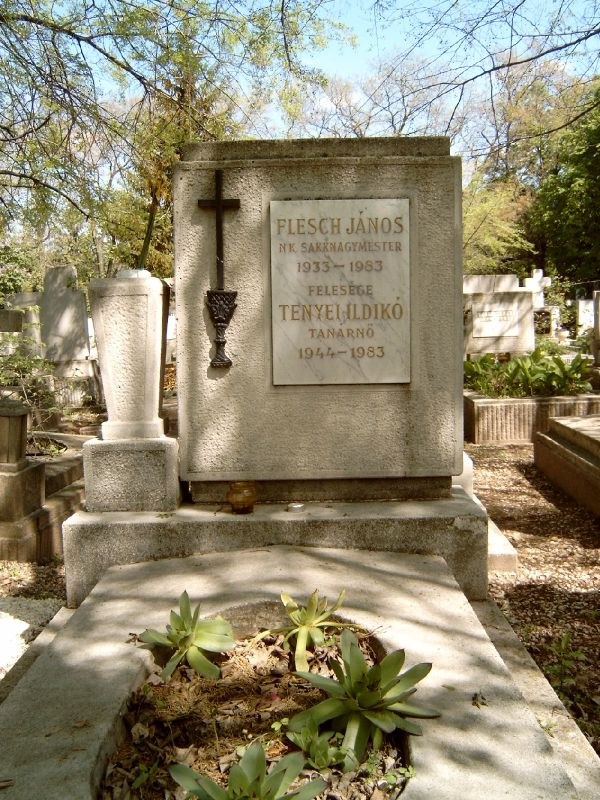
Flesch János sakkozó, szakíró sírja Budapesten. Új köztemető: 49/VIII-1-59

## Művei
- Ezüstérmes sakkolimpia (Flórián Tiborral, Budapest, 1973)
- A sakkvilág trónusáért (1-2. Varnusz Egonnal, Budapest, 1974-1977)
- Sakkvilágbajnokság. Manila, Biel, Varese (Budapest, 1976, 1979)
- Schachtaktik für Jedermann (Stuttgart, 1982)
- Középjáték (Budapest, 1987)